# Siphonochilus kirkii
Siphonochilus kirkii är en enhjärtbladig växtart som först beskrevs av Joseph Dalton Hooker, och fick sitt nu gällande namn av Brian Laurence Burtt. Siphonochilus kirkii ingår i släktet Siphonochilus och familjen Zingiberaceae. Inga underarter finns listade i Catalogue of Life.